# هارون سمول
هارون سمول (بالإنجليزية: Aaron Small)‏ هو لاعب كرة قاعدة أمريكي، ولد في 23 نوفمبر 1971 في أوكسنارد في الولايات المتحدة.

## وصلات خارجية
- هارون سمول على موقع دوري كرة القاعدة الرئيسي (الإنجليزية)
- هارون سمول على موقعبيزبول رفرنس.كوم (الدوري الرئيسي) (الإنجليزية)
- هارون سمول على موقعبيزبول رفرنس.كوم (الدوري الثانوي) (الإنجليزية)
- هارون سمول على موقع إي إس بي إن.كوم (أم.أل.بي) (الإنجليزية)
- هارون سمول على موقع مشجعي الرسوم البيانية (الإنجليزية)